# Erbajolo
Erbajolo település Franciaországban, Haute-Corse megyében. Lakosainak száma 92 fő (2022. január 1.). Erbajolo Focicchia, Altiani, Noceta, Riventosa, Sant’Andréa-di-Bozio és Venaco községekkel határos.

## Népesség
A település népességének változása:
| Lakosok száma | 132  | 101  | 90   | 106  | 106  | 107  | 110  | 116  | 108  | 92   |
|               | 1968 | 1982 | 1990 | 2006 | 2013 | 2015 | 2017 | 2019 | 2020 | 2022 |